# 막말사현후
막말사현후(幕末の四賢侯)은 막말에 활약한 4명의 다이묘를 나타내는 용어다.
막말의 번 체제 중 가장 부국강병을 이룬 사쓰마 번의 시마즈 나리아키라, 후쿠이 번의 마쓰다이라 슌가쿠, 우와지마 번의 다테 무네나리 그리고 도사 번의 야마우치 요도 등 4명의 번주를 일컫는다. 메이지 유신에 이르기까지 각자 번에서 근대화 및 지역 인재들을 가장 많이 길러내 유신 후에도 출신 인재들이 주요 관직에 많이 진출했다. 사현후는 유신 후에도 메이지 신정부에서 높은 작위와 벼슬이 내려졌다.

## 사현후

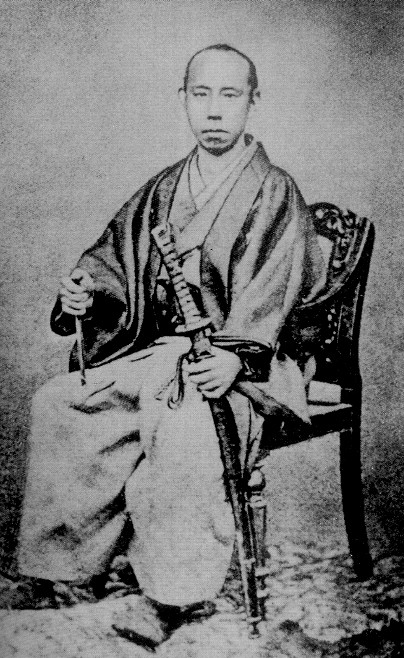
후쿠이번 제14대 번주 마쓰다이라 요시나가(슌가쿠)
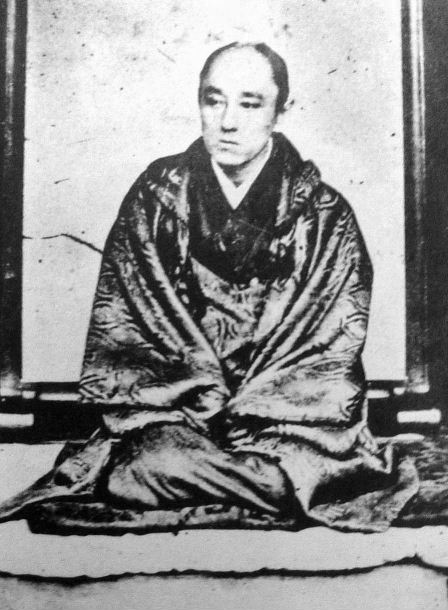
도사번 제15대 번주 야마우치 도요시게(요도)
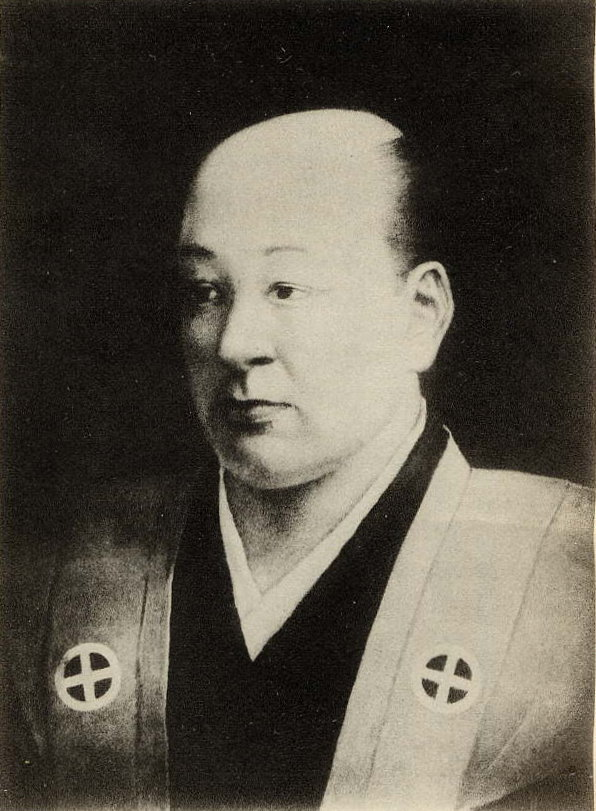
사쓰마번 제11대 번주 시마즈 나리아키라
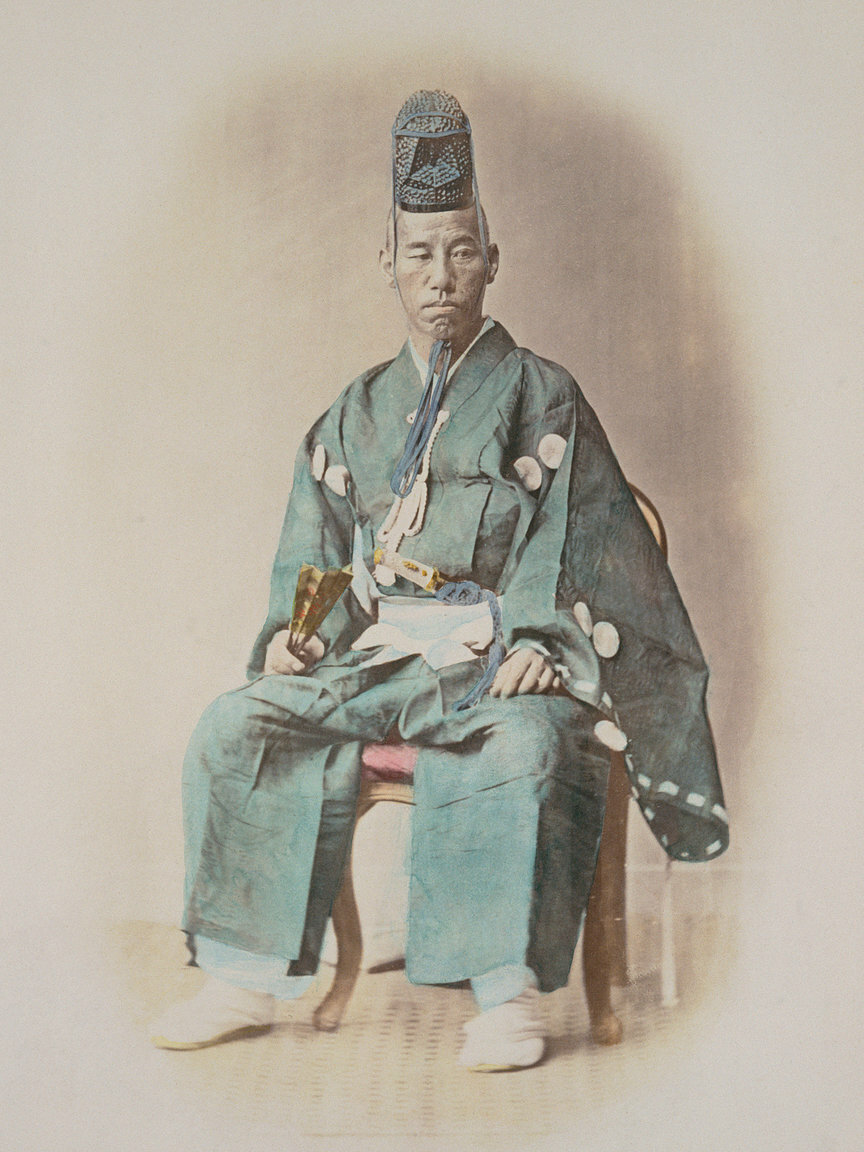
우와지마번 제8대 번주 다테 무네나리

## 개요
사현후는 번의 정치 개혁에 착수하였을 뿐만 아니라 적극적으로 막부 정치에 참여하였다. 아베 마사히로(阿部正弘)가 로주 수좌(老中首座)로 있을 때는 유력한 친번(親藩) ・ 도자마(外様) 여러 다이묘들도 막부 정치에 참여시키자는 개혁을 요구하였다. 아베도 이에 응하는 형태로 개혁은 채택되었지만 안세이(安政) 4년(1857년)에 급서하고 만다.
그뒤 이이 나오스케(井伊直弼)가 다이로(大老)로 취임하여 막부 각료를 거느리게 되자 상황은 일변했고, 병약하여 후사가 없었던 13대 쇼군(将軍) ・ 도쿠가와 이에사다(徳川家定)의 뒤를 이어 쇼군으로 누구를 옹립할 것인가를 두고 사현후와 이이는 대립하였다. 사현후는 미토 번주(水戸藩主) ・ 도쿠가와 나리아키라(徳川斉昭)의 아들로 고산쿄(御三卿) 히토쓰바시 도쿠가와 가(一橋徳川家)의 도쿠가와 요시노부(徳川慶喜)를 추천했고, 이이는 고산케(御三家) 기이 번(紀伊藩) 번주 도쿠가와 요시후쿠(徳川慶福)[3]를 추천하였다. 결국 이이가 강권을 발동하여 정적들을 배제시키고 이른바 안세이의 대옥(安政の大獄)을 일으켜 기이 요시후쿠(紀伊慶福)가 쇼군 가문의 세자(世子)가 되는 것으로 결정되었다. 시마즈 나리아키라는 대옥사가 시작되기 직전에 급서했고, 나머지 세 사람은 같은 해 7월 이후 은거에 들어갔으며 거듭 근신을 명령받아 번저(藩邸)에 연금되었다.
안세이 7년(1860년) 이이 나오스케가 이른바 사쿠라다문 밖의 변(桜田門外の変)으로 암살당하고, 분큐(文久) 3년(1863년)에 이르기까지 근신은 차츰 해제되었다. 자유의 몸이 된 그들은 은거의 몸이면서도 막부와 번 양쪽 모두의 정치에 영향력을 행사하였다. 그 가운데 슌가쿠는 분큐 2년 7월(1862년 8월)에 막부의 새로운 요직 정사총재(政事総裁)직에 취임하였다. 분큐 3년 말기에는 슌가쿠 ・ 무네나리 ・ 요도 그리고 시마즈 히사미쓰가 참예(参預)에 임명되었고, 도쿠가와 요시노부(徳川慶喜) ・ 마쓰다이라 가타모리(松平容保) 등과 함께 일본의 국정을 의논하는 참예회의(参預会議)가 개최되었는데, 히사미쓰를 싫어했던 쇼군 요시노부의 비협조적인 태도로 인해 단기간에 붕괴되었다. 나아가 요시노부가 15대 쇼군이 된 뒤인 게이오(慶応) 3년 5월(1867년 6월)에는 다시금 네 사람이 모여 사후회의(四侯会議)가 개최되었다. 막부의 권위를 없애고 웅번(雄藩)들의 연합에 의한 합의로 이를 대신하게 한다는 사쓰마 번의 계책이었는데, 요시노부의 교묘한 회유로 이 또한 무력화되었다. 그뒤 요도는 요시노부에 대해 대정봉환(大政奉還)을 건의해 올렸고, 슌가쿠 또한 이에 찬동하였다.
그들은 엄연히 기존의 막번체제 안에 있는 다이묘였고 막부에 대한 그들의 관여를 지속해 나가기 위해서도 도막(倒幕)에 대한 생각은 지니고 있지 않았다. 그들의 주장은 어디까지나 막부와 번주들에 의한 연합정치였으며 나아가서는 조정과 막부의 합일을 꾀하는 공무합체(公武合体)였다. 대정봉환에 이어 아예 막부라는 조직 자체를 폐지 및 부정하고 조정에 의한 정치를 표방하는 왕정복고의 대호령(王政復古の大号令, 1868년 1월 3일)과 메이지 유신(明治維新) 이후 사현후 각각은 메이지 신정부의 요직에 취임하였으나 도막을 추진했던 지사들을 중심으로 하는 정치와는 뜻이 맞지 않았기에 메이지 초기까지 하나둘 공직에서 물러난다.
한편 『하기 시사』(萩市史) 제1권에는 애당초 「막말의 사현후」(幕末の四賢侯)라는 것은 슌가쿠와 친교가 있었던 인물로 한정되어 있었던 것이 아니냐는 추측을 내놓고 있다.